# 怀建可汗
怀建可汗（?—?），𨁂跌氏，原为厖特勤（或寫為「龐特勤」，宋修《新唐书》误写为“勒”）。840年，回鹘汗国被所属部黠戛斯击败，可汗㕎馺特勒和宰相掘罗勿被杀，回鹘汗国崩溃四散。厖特勒率众投奔葛逻禄。848年，遏捻可汗西奔后，部众归于厖特勒。厖特勒在西州称可汗，为高昌回鹘初代可汗。唐宣宗册封他为温禄登里啰汩没蜜施合俱录毗伽怀建可汗，简称怀建可汗。后十余年，一再向唐朝献方物。